# Magno de Anagni
San Magno de Anagni o san Magno de Trani (nacido en Trani, actual Italia a finales del siglo II y fallecido en Ceccano el 19 de agosto del año 251) fue obispo de Trani. Es venerado como un santo y mártir por la Iglesia católica y su fiesta se celebra el 19 de agosto. La figura de San Magno está vinculada con la difusión del cristianismo en la tierra de Ciociaria y la construcción de la catedral de Anagni. 

## Biografía
Magno era originario de Trani y vivió entre finales del siglo II y principios del III, cuándo era niño se convirtió al cristianismo y fue bautizado por el obispo Redento. Se convirtió más tarde en obispo de Trani, pero se vio obligado a huir debido a la persecución contra los cristianos. Fue a Roma siguiendo la Vía Apia, para venerar las tumbas de los Apóstoles Pedro y Pablo. Durante su visita pastoral predicó el Evangelio en muchas ciudades del Lacio y en particular en las áreas del sureste, incluyendo Anagni, donde bautizó a Santa Secondina.
Los sicarios responsables de la persecución de los cristianos (ordenados por el emperador Valeriano) encontraron a Magno en una pequeña iglesia donde más tarde se construyó una abadía dedicada a él, en las proximidades de Fondi. Quemaron y saquearon los objetos litúrgicos sagrados y trataron de forzar al obispo a abandonar la religión cristiana y realizar sacrificios en honor a los dioses paganos. Magno pidió y obtuvo permiso para orar por última vez en la capilla, y tres días más tarde, cuando los soldados vinieron a llevárselo, se lo encontraron muerto al pie del altar. Apalearon su cuerpo y lo decapitaron, era el 19 de agosto del año 251.

## Culto
Sus restos fueron dejados a la ciudad de Fondi, hasta que un magistrado romano, el tribuno Platone que era cristiano, lo trasladó a Veroli, donde fue enterrado en la cripta de la Basílica de Santa Salomé.
En el siglo IX, durante las invasiones de los sarracenos, un grupo de árabes dirigido por Sheriff Muca, ocupó la ciudad de Veroli y utilizó la cripta del santo como establo para sus caballos. A la mañana siguiente cuando se dirigieron a la cripta se encontraron con todos los caballos muertos y atribuyeron el incidente a un castigo del santo por profanar su tumba. Sin embargo, Sheriff Muca conociendo la devoción de la ciudad de Anagni por la figura de San Magno, quiso vender a esta ciudad las reliquias del santo por un precio muy alto en oro. Anagni aceptó y el cuerpo de San Magno fue recibido en la ciudad y enterrado en una cripta, que es el núcleo de la catedral original. Dentro de ella se pintaron después, la historia de la persecución, la muerte y la traslación de sus reliquias a Anagni, además de cinco milagros atribuidos a la intercesión de Magno después de su entierro.
La tradición popular dice como a través de varias apariciones el santo indicaba dónde buscar sus restos. Su cuerpo fue finalmente encontrado durante la demolición de la antigua iglesia de Anagni. Otras tantas veces se le apareció el santo al obispo Pedro de Salerno instándole a llevar a cabo la construcción de la nueva catedral.